# Matthew Oram
Matthew Henry Oram, né le 2 juin 1885 à Christchurch et mort le 22 janvier 1969 à Palmerston North, est un avocat et homme politique néo-zélandais.

## Biographie

### Jeunesse et études
Son père, colon venu d'Angleterre et devenu propriétaire et gérant de plusieurs hôtels à Christchurch, meurt trois mois avant sa naissance et sa mère, née en Tasmanie, meurt lorsque le garçon est âgé de 12 ans. Élevé alors par sa tante à Wellington, Matthew Oram obtient un diplôme de Master en mathématiques à l'université Victoria de Wellington en 1909, suivi d'une licence de droit en 1912. Il pratique dès lors le métier d'avocat à Palmerston North, et se marie en 1913,.

### Première Guerre mondiale et entre-deux-guerres
Il se porte volontaire pour l'armée à l'entame de la Première Guerre mondiale, mais est jugé inapte pour raisons médicales. Nommé toutefois à une unité d'artillerie de réserve restée en Nouvelle-Zélande, il est muté au service des archives de la base militaire de Palmerston North en 1915. Il en devient alors le directeur adjoint, participe à l'organisation logistique de la démobilisation, et est fait membre de la division militaire de l'ordre de l’Empire britannique en 1919. Après la Guerre, il retourne finalement à son métier d'avocat.
Membre conservateur du conseil municipal de Palmerston North de 1920 à 1927, il est très actif dans la vie de la communauté. Il participe à la fondation du club de débats de la ville, ainsi que de sa société de compétitions sportives, de son Union chrétienne de jeunes gens, et de sa société de théâtre, prenant part durant vingt ans à l'organisation des spectacles annuels de cette dernière. Dans les années 1920, avec les débuts de l'aviation, il obtient son brevet de pilote et promeut activement l'idée que Palmerston North puisse devenir un centre de correspondance pour les liaisons aériennes de l'île du Nord. Il est le premier président du Club aérien de Manawatu, et l'un des principaux organisateurs du premier spectacle aérien du club en 1931. Il est également membre du comité de l'école secondaire de Palmerston North durant vingt-neuf ans, dont quatorze en qualité de président. En 1937 il devient membre du conseil de l'université de Victoria, et en 1938 du conseil du Collège agricole de Massey.
Durant la Seconde Guerre mondiale, il est formateur dans la Home Guard de Nouvelle-Zélande.

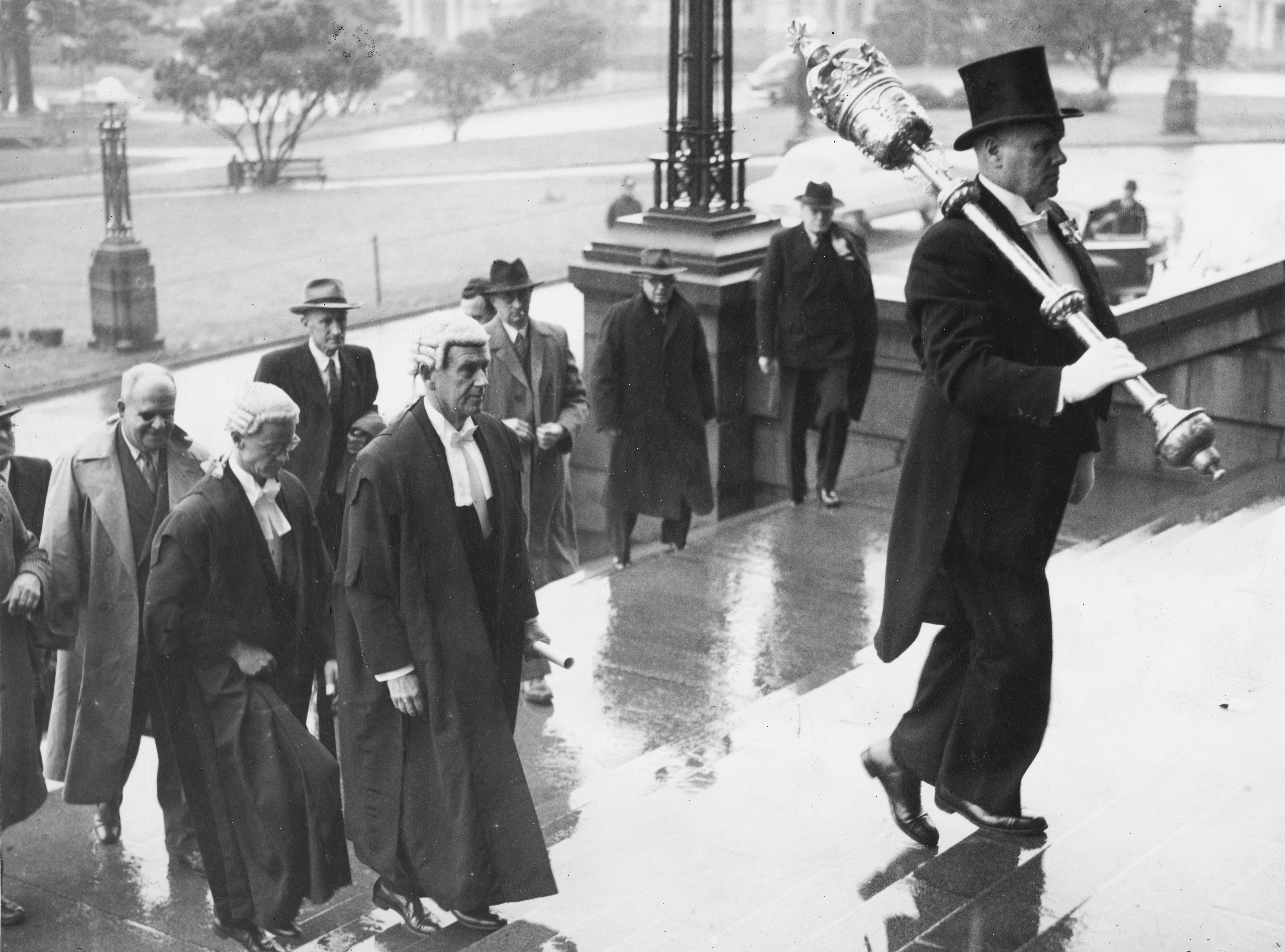
Nouvellement élu président de la Chambre, Matthew Oram entre au Parlement en 1950, en tenue, précédé du sergent d'armes

### Député
Il est élu député de Manawatu à la Chambre des représentants en 1943, sous l'étiquette du Parti national. Bien qu'étant opposé aux politiques socialistes du gouvernement travailliste de Peter Fraser, il prend fréquemment la parole à la Chambre pour promouvoir l'importance de l'enseignement supérieur et de la formation continue, ainsi que de meilleures conditions de travail pour les enseignants. Lorsque le Parti national remporte les élections de 1949, il est pressenti pour devenir ministre de l'Éducation, mais est écarté en raison de sa « personnalité quelque peu difficile » et de sa mésentente personnelle avec le nouveau Premier ministre Sidney Holland. En juin 1950, il devient président de la Chambre des représentants, fonction qu'il exerce de manière « juste et efficace ». Fait chevalier en 1952, il quitte la vie parlementaire en 1957,.